# 적암초등학교
적암초등학교는 대한민국 경기도 파주시에 있는 공립 초등학교이다.

## 학교 연혁
- 1954.10.12 적동초등학교 양원분실 설치
- 1960.04.01 적동초등학교 적암분실 설립 인가
- 1963.02.28 적암국민학교로 승격 초대 방윤화 교장 취임
- 1982.01.25 교육부지정 급식학교 운영
- 1985.09.01 병설유치원 개원 인가
- 1996.03.01 적암초등학교로 교명 변경
- 2004.04.14 경기도교육청 돌아오는 농촌학교 지정
- 2008.03.01 교사관사개축
- 2011.03.01 초등보육보금자리 1학급 편성
- 2011.05.01 초등보육보금자리 1학급 추가 편성
- 2011.03.01 경기도교육청 지정 골프체험학습장 운영
- 2013.03.01 특수학급 1반 개설
- 2014.02.22 대한민국 학생 창의력 올림피아드, 제2회 아시아 창의력 올림피아드 대회 금상
- 2014.03.01 제19대 장영균 교장 취임
- 2015.02.17 제52회 졸업식(총 1,787명)
- 2015.03.01 6학급 편성(특수 1학급 편성)